# Valladolid
Valladolid (AFI: /valladoˈlid/; in spagnolo AFI: [baʎaðoˈlið], ), nota in italiano anche come Vallisoleto, è una città della Spagna nordoccidentale, capoluogo dell'omonima provincia e, de facto (non essendone ufficialmente designato uno), capoluogo della comunità autonoma di Castiglia e León.

## Origini del nome
L'origine del toponimo di Valladolid non è del tutto chiara, anticamente si riteneva che provenisse da Valledolit o Valle de Olit, un Moro che si riteneva comandasse la città, però questa teoria è stata abbandonata. Un'altra origine possibile potrebbe essere Vallis olivetum, ovvero "valle degli olivi", anche se, visto il clima estremo della città, non è molto probabile che ci fosse una grande quantità di ulivi nella zona. Un'ulteriore teoria è quella che mette in relazione il nome di Valladolid all'espressione araba Balad-Al-Walid, ossia "terra de Walid", esonimo arabo attualmente in uso.
L'origine più probabile della parola sembra l'espressione celtica Vallis tolitum (valle delle acque), poiché il luogo si trova alla confluenza di due fiumi, il Pisuerga e l'Esgueva, che prima di essere canalizzati si dividevano in diversi rami. Un'altra teoria, più probabile per il nome degli abitanti detti vallisoletanos, è che il termine stia per "valle del sole" o "valle soleggiata" (nel Medioevo era chiamata Vallisoletum), per la grande quantità di ore di sole che riceve la valle tanto in inverno quanto in estate.
Esistono anche altri due termini con i quali la città viene designata: Pucela e Pincia.
Pucela è un'invenzione del XX secolo: gli storici assicurano che si tratta di semplici supposizioni, che però sono entrate nel cuore della gente di Valladolid, tanto che ora nessuno dubita della veracità di tale nome. Si racconta che nel secolo XV alcuni cavalieri vallisoletani lottarono al lato di Giovanna d'Arco, in Francia, contro gli inglesi. Giovanna d'Arco era conosciuta con l'epiteto di "Donzella di Orleans" (Doncella de Orleans). In francese, "donzella" si dice pucelle, vocabolo simile al castigliano di quel tempo, pucela. Al termine della guerra, i cavalieri tornarono a Valladolid e raccontarono le proprie prodezze e le proprie conquiste amorose, e tutto ciò che era successo con la Pucela de Orleans. A partire da allora si iniziò a chiamarli pucelanos, da cui derivò l'eponimo di Pucela per la città.
Il professore don Celso Almuiña dell'Università di Valladolid ha un'altra teoria. Valladolid si trova in una valle nella quale scorrono il rio Pisuerga, l'Esgueva e il Duero, ai quali si può aggiungere anche il Canale di Castiglia: è dunque un luogo verde e umido, in mezzo a un intorno secco, quasi fosse una pozza: e, dal termine "pozza" (poza), pucela.
Vi sono anche altre teorie, ma in ogni caso questo termine è radicato nell'animo della gente.
Per designare la città vi è anche il termine di Pincia, che sembra avere un'origine più colta. Vicino a Peñafiel esisteva un'importante città celta: Pincia. Nel Rinascimento la si identificò con Valladolid, e, secondo l'uso dell'epoca di relazionare tutto con le civiltà greca e romana, il nome di Pincia venne associato a questa città. Più tardi si dimostrò che non vi era relazione alcuna fra le due città, ma ormai anche questo terzo nome della città era conosciuto e rimasto caro ai vallisoletani.

## Storia

### Fondazione
I primi insediamenti noti nell'area di Valladolid risalgono all'antichità. Infatti esistono ritrovamenti di oggetti di popoli celtiberici e resti di un accampamento romano, Pincia (Pintia), nei pressi dell'attuale località di Padilla de Duero. Il nucleo iniziale della città si trovava nella zona della piazza di San Miguel y el Rosarillo, nei pressi della chiesa di San Pelayo, ed era circondato da una palizzata. Recenti studi archeologici hanno dimostrato che Valladolid poteva contare fino a tre differenti muraglie, i cui scarsi resti si cerca oggi di recuperare.

### Conquista musulmana
Valladolid è stata conquistata dai musulmani nel X secolo, e successivamente riconquistata dai sovrani cattolici durante la Reconquista.

### Espansione

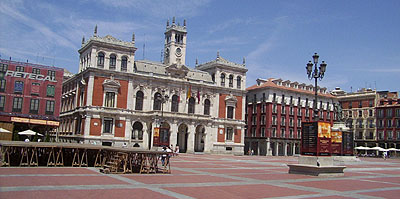
Plaza Mayor e Comune di Valladolid

La crescita di importanza della città iniziò quando Alfonso VI ne concesse la signoria al conte Pedro Ansúrez nel 1072. Il conte fece costruire un palazzo per sé e la sua sposa, la contessa Eylo, che è andato perduto. Edificò anche la Colegiata de Santa María e la chiesa de La Antigua.
Durante i secoli XII e XIII Valladolid ebbe una rapida crescita, favorita dai privilegi commerciali concessi dai re Alfonso VIII e Alfonso X Il Saggio e dalla ripopolazione dopo la Reconquista.
In questi secoli la città veniva abitualmente utilizzata come residenza reale e sede delle Corti. L'Alcazarejo fu trasformato in Alcázar Reale e la regina Maria de Molina si fece edificare nella città un palazzo che fu la sua residenza abituale. Il 14 ottobre del 1469 Isabella I di Castiglia e Fernando V di Aragona celebrano il loro matrimonio in segreto nel Palacio de los Vivero.
Nell'XI secolo, durante il ripopolamento dell'altopiano, il re Alfonso VI di Castiglia ordinò conti don Pedro Ansúrez e la moglie, donna Eylo.

### Secoli XVI-XVIII

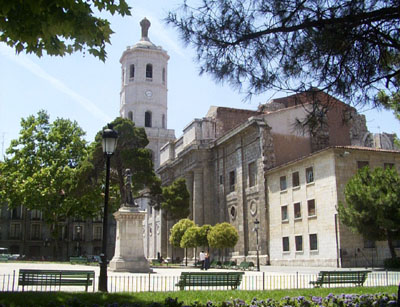
La Cattedrale di Nuestra Señora de la Asunción e la Plaza de la Universidad, alla destra della quale si trovano i resti della Collegiata

Nel 1489 viene istituito definitivamente il tribunale di Chancillería e nel 1500 quello dell'Inquisizione, per giudicare atti di eresia, dando luogo alla celebrazione degli autodafé.
Nel 1506 muore a Valladolid Cristoforo Colombo, il suo corpo fu sotterrato nella città, ma fu traslato posteriormente.
Nel 1515 muore sempre a Valladolid Ettore Fieramosca, condottiero italiano che legò il suo nome alla famosa Disfida di Barletta.
In quel periodo Valladolid era la capitale della parte spagnola dell'impero di Carlo I di Spagna e V di Germania, figlio di Giovanna la Pazza e di Filippo il Bello e noto agli italiani come Carlo V, e raggiunse grande importanza politica, giudiziaria e finanziaria. La città perse tutti i suoi privilegi, ritirati da Carlo I per rappresaglia contro i comuneros che si opposero alla sua incoronazione.

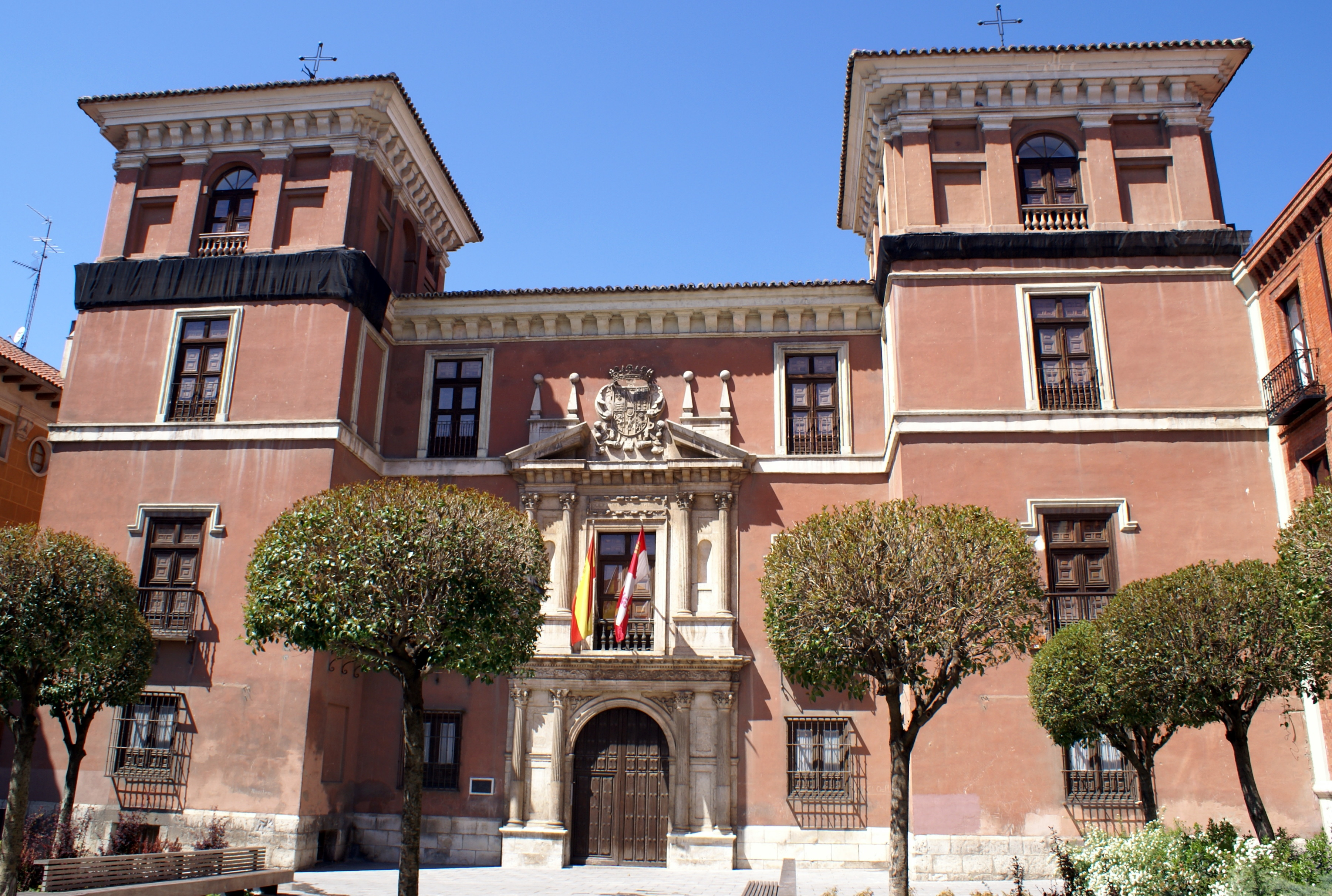
Il Palazzo di Fabio Nelli

Il 21 maggio 1527 nasce colui che diventerà Filippo II. 
Nel 1550 Valladolid diventò il teatro della Controversia di Valladolid che, secondo lo studioso Cvetan Todorov, è stata l'incarnazione concreta del dibattito tra i sostenitori dell'eguaglianza e i partigiani dell'ineguaglianza tra indiani e spagnoli, nata a seguito della scoperta dell'America e la conquista del Messico da parte di Hernán Cortés. Nella controversia si vede contrapporsi lo spagnolo filo-schiavista Juan Ginés de Sepúlveda e l'abate domenicano Bartolomé de Las Casas, che invece da parte sua rivendicò l'uguaglianza di tutti gli uomini e si oppose alle violenze perpetrate contro i nativi americani. Nella controversia, che nacque quando a Sepùlveda venne negata la stampa di un suo trattato (Democrates alter) nel quale giustificava le guerre contro gli indiani d'America, il filosofo spagnolo, davanti a un consiglio giuristi e teologi, rivendicò la stampa del suo libro, presentando il suo contenuto e giustificando la sua posizione schiavista e xenofoba presa all'interno di questo citando persino Aristotele, il filosofo greco che nel suo Politica aveva espressamente detto che gli uomini nascono padroni o schiavi e tra i due gruppi non possono esserci interferenze. Las Casas, invece, prese le parti del popolo indiano e si batté affinché il libro non venisse stampato. Dopo giorni interi di arroventati discorsi dei due (sebbene si possa credere che sia un'iperbole, una testimonianza dell'epoca stima che il discorso di Las Casas durò cinque interi giorni!), il consiglio, spossato, non prese alcuna decisione e il libro di Sepùlveda non venne stampato, facendo vincere la controversia al domenicano Las Casas.
Nel 1561 la città fu distrutta da un pauroso incendio. Filippo II s'impegnò a ricostruirla, facendo edificare la prima vera e propria piazza mayor di Spagna. La sua decisione di trasferire la corte di Valladolid a Madrid non solo provocò l'interruzione dei lavori della cattedrale, ma anche lo smantellamento di tutto l'apparato amministrativo e commerciale che dipendeva dalla presenza della corte in città, dando così inizio ad un'epoca di decadenza dalla quale la città non riuscirà a riaversi fino al XIX secolo. Allora si verificò un'espansione limitata, culminata con la concessione del titolo di città, ma che non poteva essere in alcun modo paragonata a quella avvenuta negli anni durante i quali Valladolid era capitale dell'Impero sul quale "il sole non tramonta mai". Nel 1601 Filippo III trasferì di nuovo la corte a Valladolid, ma cambiò di nuovo idea nel 1606.
Nel 1636 la città fu gravemente danneggiata dall'inondazione dei suoi fiumi Pisuerga ed Esgueva.

### Secolo XIX

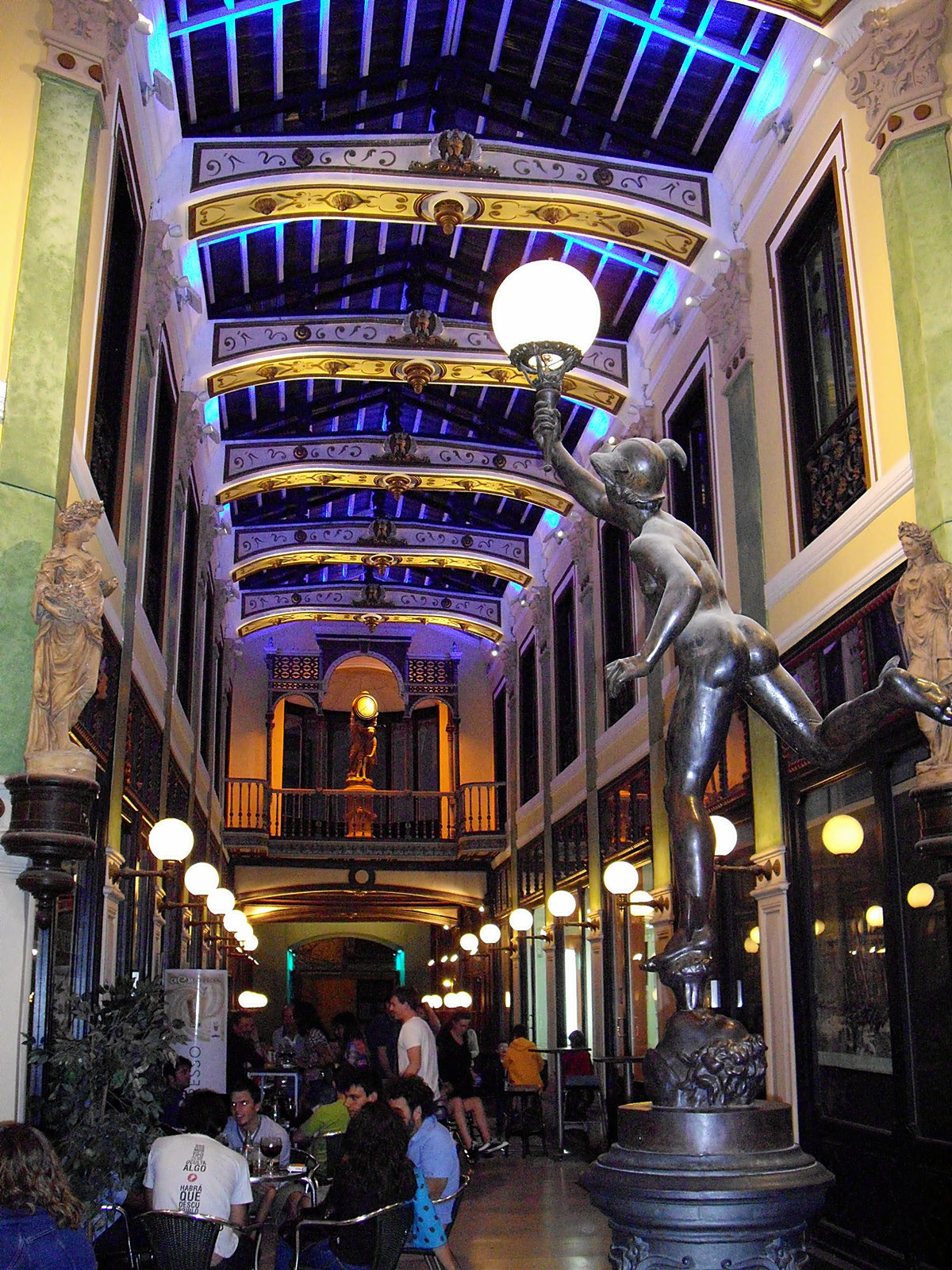
Via Gutierrez

Durante questo secolo la città incomincia a risorgere. Fu presa nel 1808 dal generale francese Dupont, e liberata dall'esercito comandato da Wellington nel luglio del 1812.
A partire dal 1830, con la confisca delle terre e dei beni improduttivi degli enti religiosi e il riordino in province del territorio spagnolo, si riattiva timidamente il commercio e l'amministrazione. Quando Mendizábal trasferisce gli immensi orti e giardini dei conventi e relativi immobili, si sfrutta questa opportunità per aprire nuove strade e creare servizi pubblici nei nuovi edifici. L'arrivo della ferrovia a Valladolid porta un grande impulso allo sviluppo e segna la direzione di espansione della città.
Durante questo secolo la città non cresce molto ma subisce importanti modifiche nella struttura visto che si creano nuove vie, piazze e giardini, come quello di "Ponente", si risistema il "Campo Grande", si incanala e devia il fiume Esgueva in modo da mettere fine alle inondazioni. Tutto questo è possibile grazie alle grandi capacità amministrative di sindaci come Miguel Íscar.

### Secolo XX

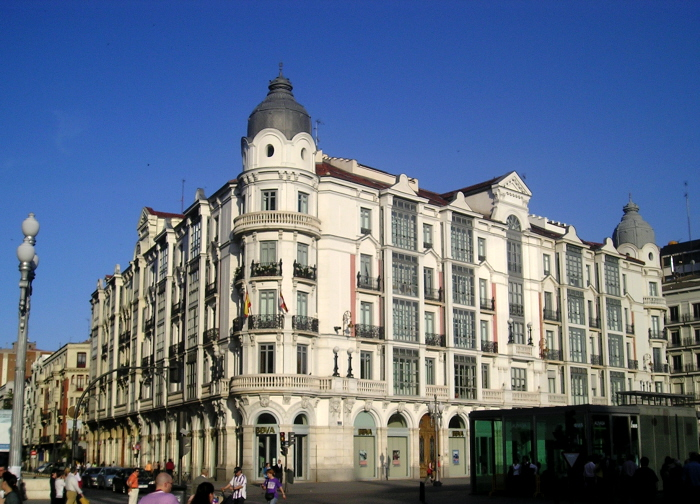
Casa Mantilla

La città di Valladolid ha sperimentato l'instabilità caratteristica della politica spagnola durante i primi decenni del secolo scorso. La popolazione salutò l'instaurazione della Seconda Repubblica Spagnola nel 1931, regime al quale venne poi posta fine in modo sanguinoso con la guerra civile spagnola (1936-1939), durante la quale, in un primo momento, Valladolid (dove nel 1934 la falange si era unita al JONS) e il resto della Vecchia Castiglia, fecero parte della Zona nacional.
Di questo periodo storico la città conserva tuttora memoria: nel febbraio 1938, infatti, venne inaugurata, nella Casa del Barco, oggi scomparsa, la nuova "Casa del Fascio Mario Mina", tenente legionario milanese ucciso in uno scontro a fuoco nel 1937 durante la Guerra Civile. All'inaugurazione parteciparono le più alte gerarchie locali e italiane.
Dopo le difficoltà gravissime dei primi anni del dopoguerra, a partire dai primi anni cinquanta, Valladolid vive un decisivo cambiamento dovuto principalmente all'installazione di industrie automobilistiche (come la FASA - Renault) e di altri settori (Endesa, Nicas). Inizia anche nella città il desarrollo (lo "sviluppo") che rivoluzionerà la Spagna negli anni '60-'70.

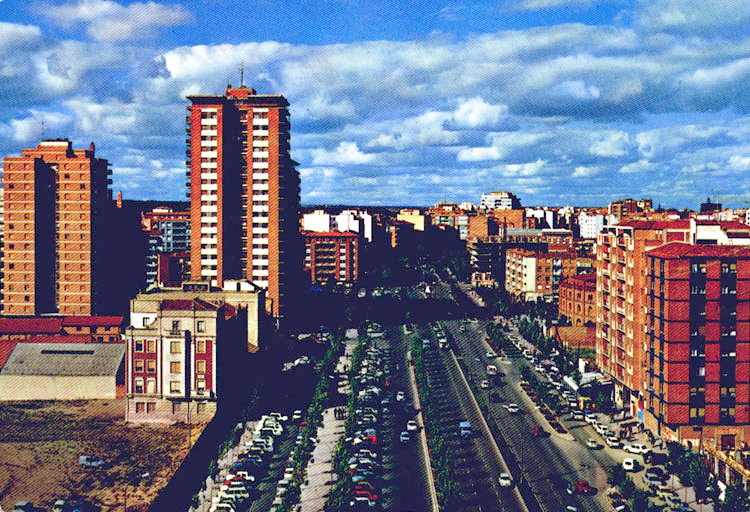
Il "Paseo de Zorrilla" negli anni '70.

L'assorbimento di migliaia di immigrati, arrivati in città dalle campagne della Castiglia, provoca un notevole aumento demografico e urbanistico. Quest'ultimo si sviluppa fuori da ogni controllo, nascono nuovi sobborghi (barrios) di operai (ad esempio La Rondilla) e nei vecchi quartieri (El casco viejo) si produce una perdita irreparabile di patrimonio urbanistico: edifici antichi, compresi decine di palazzi rinascimentali, furono demoliti per far posto a blocchi di condomini, che deturpano l'armonia architettonica della città.

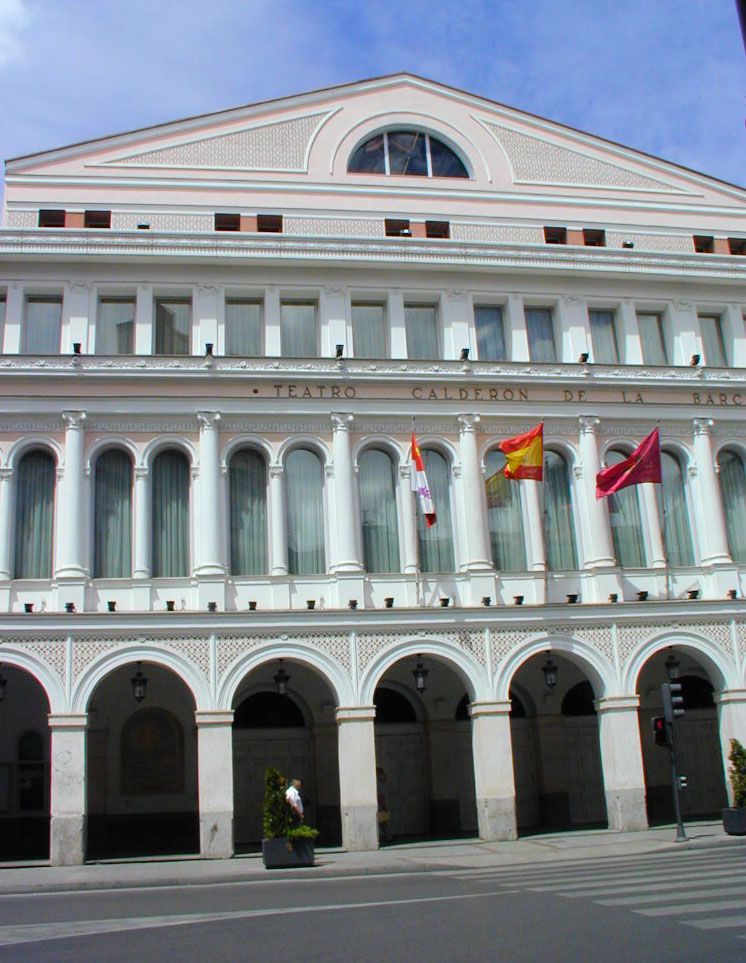
Teatro Calderon è il luogo dove si svolge la Semana Internacional de Cine de Valladolid.

Con l'arrivo della democrazia in Spagna, Valladolid continua la sua crescita già iniziata con il desarrollo degli anni '60. Nelle prime elezioni municipali democratiche del 1979 viene eletto sindaco il socialista Tomás Rodríguez Bolaños, che manterrà la carica fino al 1995, anno in cui il partito conservatore P.P. vince le elezioni. Negli anni ottanta vengono edificati nuovi quartieri residenziali che portano ad un aumento dell'estensione della città.
Valladolid è cresciuta oltre i propri limiti e ingloba i comuni limitrofi. Questa trasformazione urbanistica è stata definita dal docente emerito di geografia urbana Jesús García come il passo "dalla città all'agglomerazione".

## Geografia fisica

### Clima

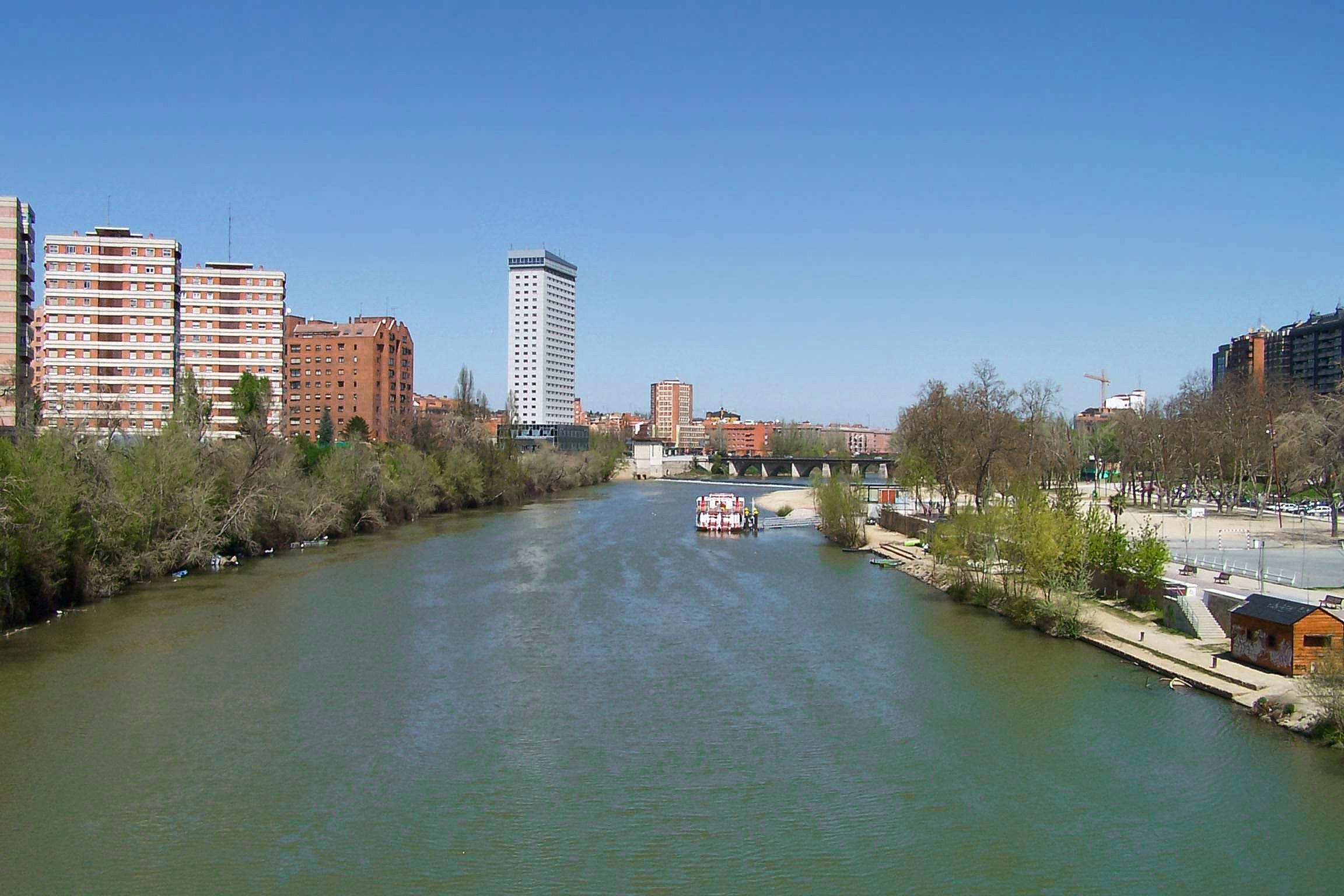
Il fiume Pisuerga è il più importante della città.

Il clima di Valladolid è subcontinentale: probabilmente l'antico detto castigliano "Nove mesi di inverno e tre di inferno" (Nueve meses de invierno y tres de infierno) lo caratterizza alla perfezione. Le temperature sono relativamente basse, con una media annuale di 12,3º; gli inverni sono freddi, con nebbia e gelate (61 giorni di gelate all'anno in media), anche se le grandi nevicate sono poco frequenti per la particolare situazione geografica della città. Le estati sono in genere calde e secche, con temperature massime intorno ai 30º, ma con minime fresche. I record di temperature sono i 40,1º del 19 luglio 1995 e i -11,5º del 14 febbraio 1983. Presso l'osservatorio di Villanubla le temperature registrate sono ancora più basse.
Le precipitazioni, anche se scarse in quanto Valladolid si trova nella regione più arida della Meseta del nord, sono ripartite in modo abbastanza regolare nel corso dell'anno; sono però registrabili due minimi: uno coincidente con l'estate e un altro a marzo. Complessivamente, in media in un anno ci sono 2.534 ore di sole e 71 giorni di pioggia.
| 1971-2000           | Gen  | Feb  | Mar  | Apr  | Mag  | Giu  | Lug  | Ago  | Set  | Ott  | Nov  | Dic | TOT  |
| ------------------- | ---- | ---- | ---- | ---- | ---- | ---- | ---- | ---- | ---- | ---- | ---- | --- | ---- |
| Temp. massima (°C)  | 5,3  | 6,4  | 10,0 | 16,3 | 20,5 | 25,9 | 30,4 | 29,8 | 25,7 | 18,8 | 12,6 | 8,8 | 18,6 |
| Temp. minima (°C)   | -2,2 | -1,9 | 2,3  | 4,0  | 7,2  | 10,7 | 13,3 | 13,6 | 10,9 | 6,9  | 2,9  | 1,3 | 6,2  |
| Precipitazioni (mm) | 40   | 32   | 23   | 44   | 47   | 33   | 16   | 18   | 31   | 42   | 51   | 56  | 435  |

## Società

### Evoluzione demografica
La città, al 2004, ha una popolazione di 321.713 abitanti.
Secondo il censimento si è verificato un trasferimento della popolazione da Valladolid alle aree limitrofe del comune, dove hanno avuto una forte espansione le zone residenziali. Il rincaro delle abitazioni nella capitale, la mancanza di una adeguata politica di pianificazione urbanistica e, come conseguenza di ciò, l'incremento di problemi associati al traffico, hanno portato al fenomeno di massicci trasferimenti verso zone suburbane.
Le coppie giovani tendenzialmente optano per l'acquisto di una abitazione nei comuni limitrofi, il cui aumento demografico deriva dallo svuotamento della città (dai 330.700 abitanti del 1991 ai 321.713 del 2004) e dall'insediamento di famiglie provenienti, in minor misura, da altri comuni della provincia.
Abitanti censiti

## Monumenti e luoghi d'interesse

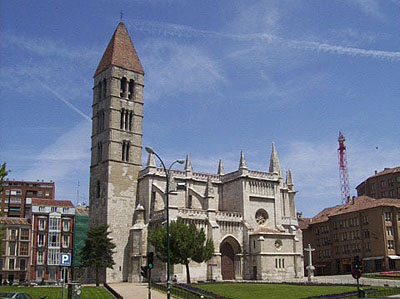
Chiesa di Santa Maria la Antigua

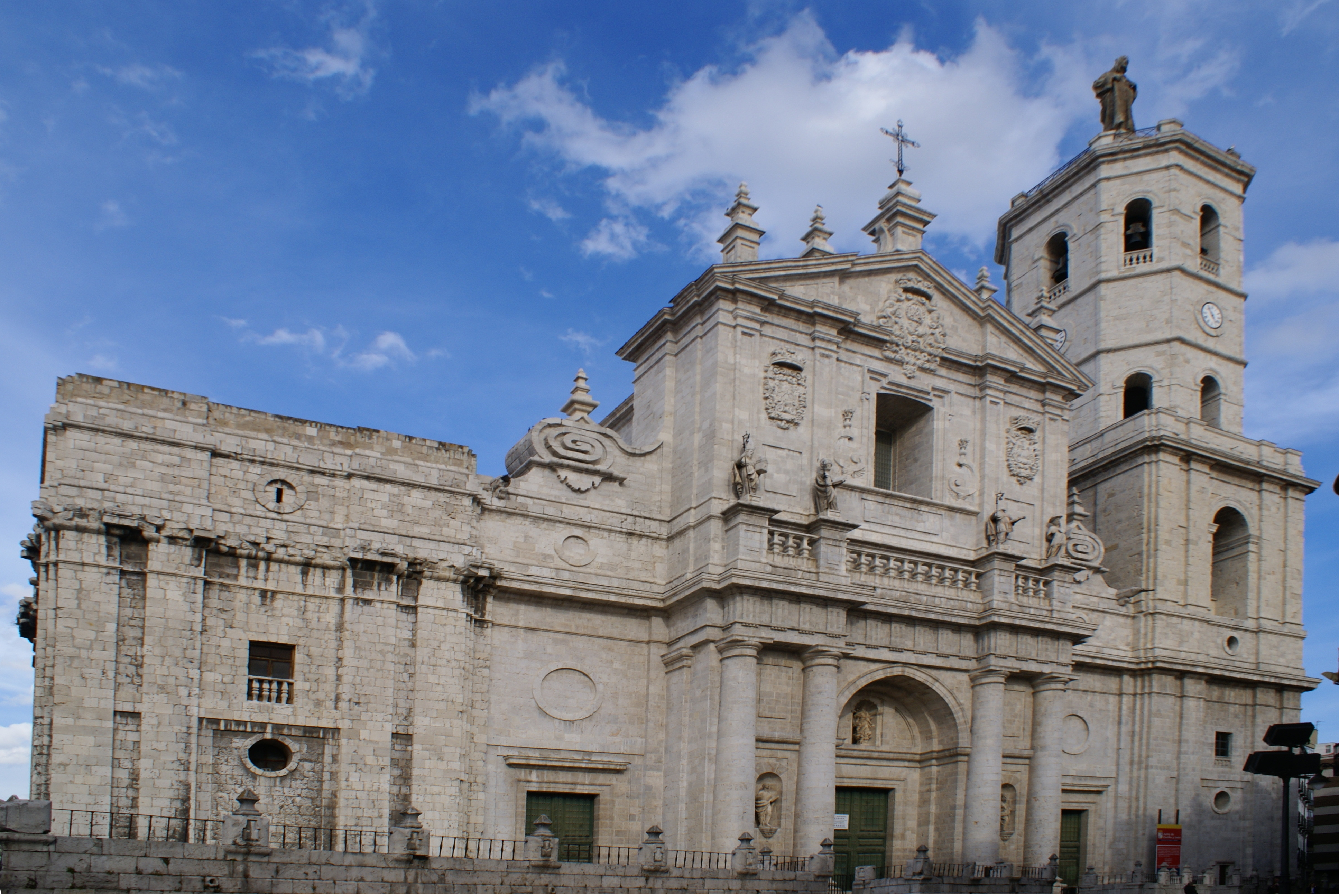
Catedral de Nuestra Señora de la Asunción

La città di Valladolid possiede un patrimonio turistico importante e, nonostante l'autodistruzione degli anni sessanta del XX secolo, mostra ancora diverse manifestazioni architettoniche della sua passata gloria.

### Architetture religiose

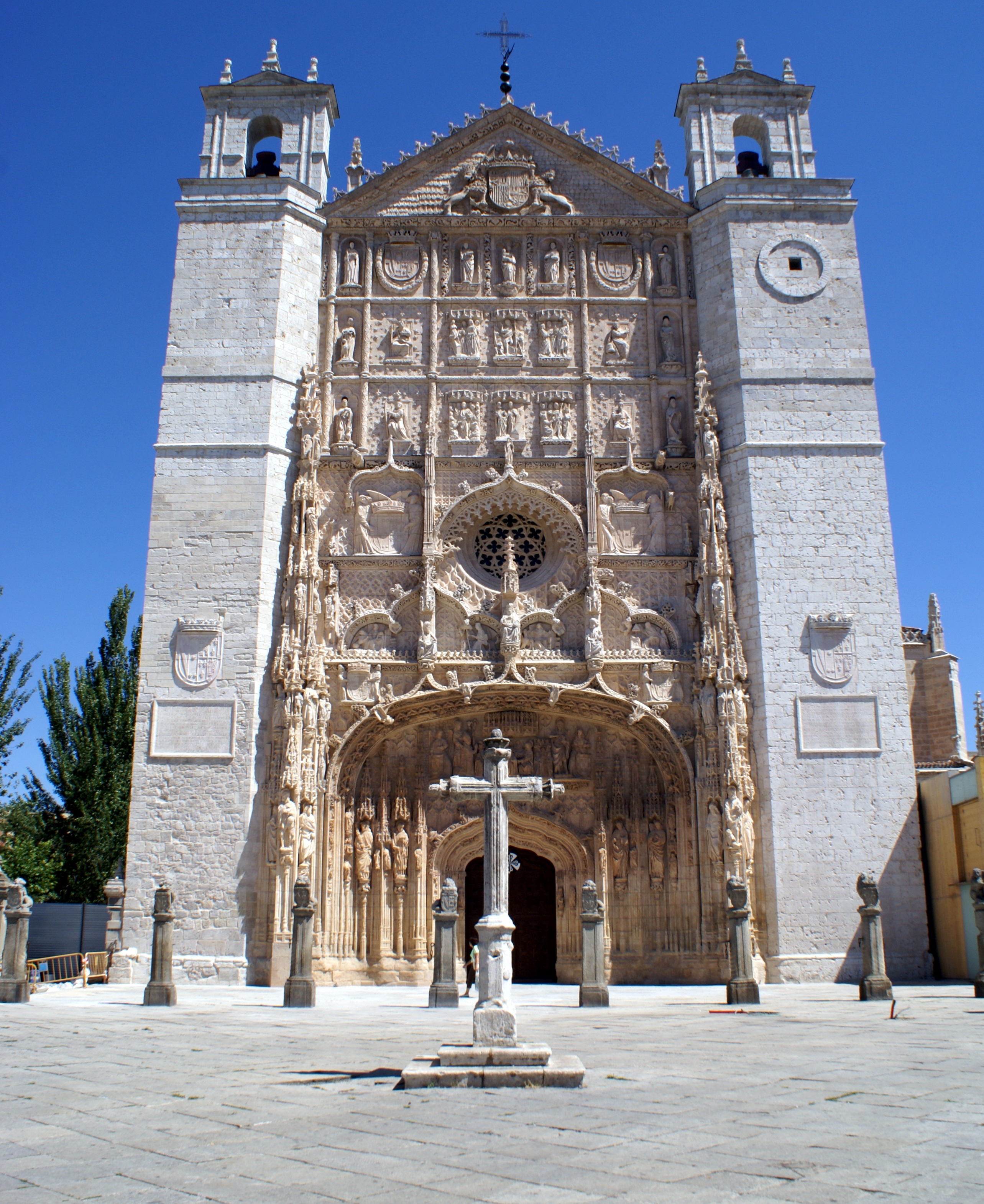
Chiesa di San Pablo

- Catedral de Nuestra Señora de la Asunción: è una grandiosa opera progettata da Juan de Herrera (l'architetto che progettò anche El Escorial),rimasta incompiuta, in particolare a causa dello spostamento della capitale del regno a Madrid: tale avvenimento distolse l'interesse dalle opere allora in costruzione a Valladolid, come la cattedrale, tanto più che il grande incendio del 1561 richiedeva che almeno in parte i fondi disponibili venissero destinati alla ricostruzione della città.
- Chiesa di Santa Maria la Antigua

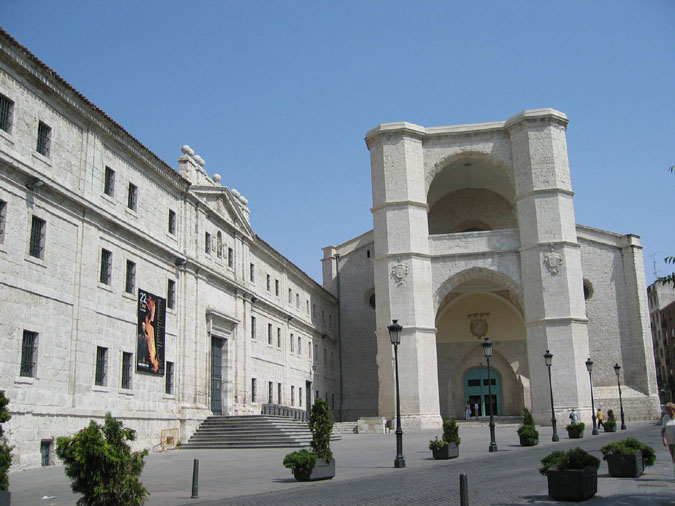
Chiesa di San Benito

- Chiesa di San Pablo: è un classico esempio di gotico isabellino di epoca quattrocentesca, progettata da Simòn de Colonia.

### Architetture civili
- Palazzo della facoltà di diritto dell'università di Valladolid: si trova vicino Chiesa di Santa Maria la Antigua e di fronte alla cattedrale. La facciata è una delle poche opere ancora visibili di Narciso Tomei, l'artista che progettò anche parte della cattedrale di Toledo.
- Monumento a Miguel de Cervantes: si trova nella Plaza de la Universidad, fra la cattedrale e la facoltà di diritto. La statua sembra volerci rammentare che la sua sola casa ancora esistente si trova proprio a Valladolid.

### Piazze
- Plaza Mayor: è la piazza più importante della città. Questa di Valladolid fu la prima della sua forma in Spagna, e servì come modello per quella di Madrid e per tutte le future plazas mayores del mondo ispanico.

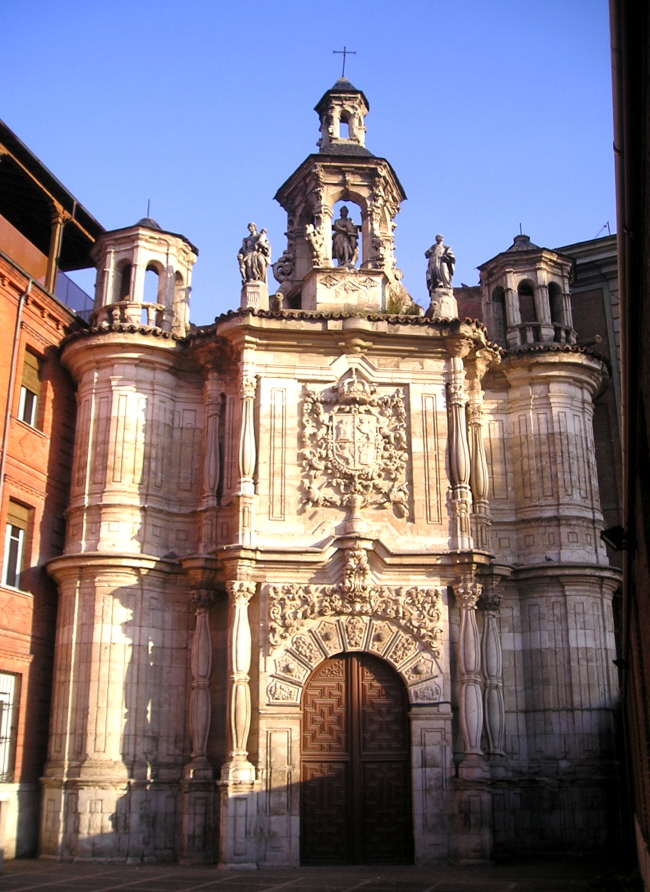
Chiesa di San Juan de Letrán

- Plaza de la Universidad

## Cultura

### Università
- Università di Valladolid

### Musei
- Museo Nazionale di Scultura: di importanza internazionale, riunisce la più grande collezione spagnola di sculture in legno policromo.
- Museo della scienza: è ora in piena fase di ampliamento (processo che include la restaurazione dello storico Colegio de San Gregorio, la Casa del Sol, la chiesa di San Benito el Viejo e il Palacio de Villena, quest'ultimo già riaperto).
- Museo del cinema e della comunicazione.

### Eventi religiosi
La città fa anche parlare di sé per le notevoli iniziative in campo culturale. Annualmente si celebra la Semana Internacional de Cine de Valladolid (Seminci), il secondo festival del cinema più importante di Spagna, dopo quello di San Sebastián.
Un evento culturale tradizionale è la Settimana Santa, che, con le sue sculture policrome di grande valore artistico (di maestri come Gregorio Fernández, Juan de Juni o Alonso Berruguete), attrae ogni anno un gran numero di visitatori da tutta la Spagna e dal resto del mondo.
L'importanza della Settimana Santa vallisoletana senza dubbio prescinde dai semplici interessi turistici, artistici o folcloristici, peraltro importanti: è prima di tutto un tempo dedicato alle devozioni dei fedeli che desiderano rievocare suggestivamente la Passione del Signore.
La pietà, il talento e il rispetto per la tradizione delle confraternite (cofradías) di Valladolid permeano ogni anno la città di un clima misto di ammirazione e preghiera.

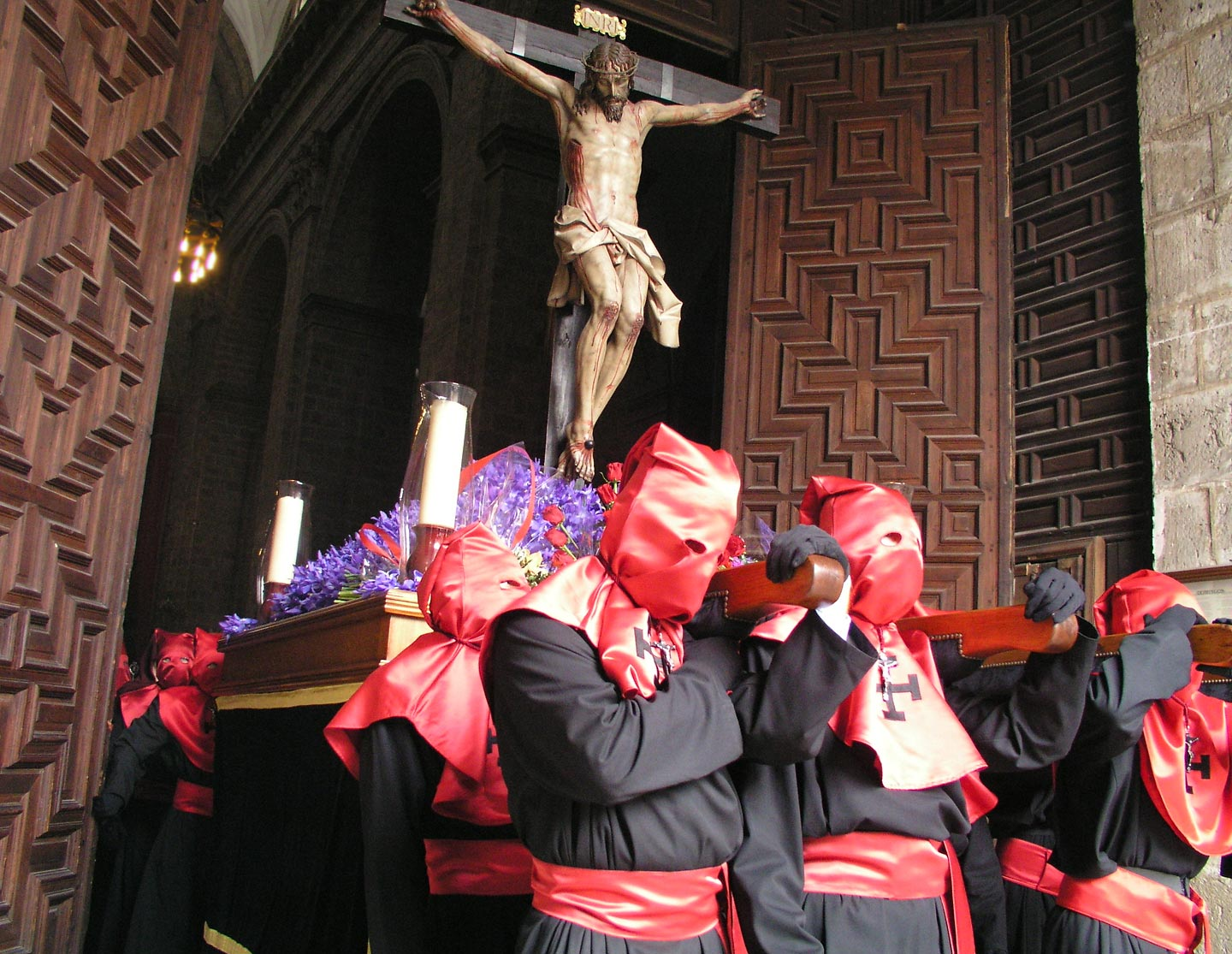
Celebrazione della Settimana Santa a Valladolid: una confraternita all'uscita della processione.

La storia della Settimana Santa vallisoletana risale al 16 marzo 1848: a quei tempi le processioni si celebravano all'interno di conventi, luoghi di nascita delle cofradías più antiche, come Santa Vera-Cruz, La Piedad, La Pasión e Nuestro Padre Jesús Nazareno.
Ogni anno, dunque, è possibile veder sfilare per le strade cittadine una delle principali esposizioni di iconografia religiosa, sculture che hanno fatto sì che la Settimana Santa di Valladolid sia stata dichiarata evento di Interesse Turistico Internazionale.
Carri processionali come la Vergine delle Angustie (Virgen de las Angustias), una delle principali sculture di Juan de Juni, La Sacra Cena (La Sagrada Cena), di Juan Guraya, La Orazione dell'Orto (La Oración del Huerto), di Andrés de Solanes, Il Signore legato alla Colonna (El Señor Atado a la Columna), di Gregorio Fernández, o Le lacrime di San Pietro (Las lágrimas de San Pedro), di Juan de Ávila, ricordano facilmente a tutti come la religione sia fortemente legata all'arte, e che la bellezza permea la settimana di Passione in tutte le strade, dove il silenzio ed il rispetto per la tradizione (che di anno in anno si van perdendo da parte del popolo) acquistano un significato distinto.
La Settimana Santa vallisoletana non solo si distingue per la bellezza e importanza artistica delle sue sculture, che si possono ammirare pressoché nella loro totalità, nella Processione generale del venerdì Santo, ma anche per l'originalità che alcune confraternite imprimono alle sue processioni, sempre uguali eppure sempre così distinte: tutte senz'altro degne di essere viste, tutte ricche di incanto, tutte permeate di un mistero e di una maestosità capaci di convertire questo avvenimento religioso in qualcosa di più che un semplice passeggio per vie e quartieri: lo trasformano in un portentoso esempio di rispetto per le tradizioni, per la pietà popolare, per l'arte.

### Letteratura
Ben 4 premi Cervantes, la massima onorificenza letteraria in lingua castigliana, sono legati a Valladolid: Miguel Delibes, Jorge Guillén, Francisco Umbral y José Jiménez Lozano (i primi due sono cittadini naturalizzati). Un altro grande scrittore nato a Valladolid è Gustavo Martín Garzo.

### Cucina
Altresì va ricordata la tradizione culinaria della città e della regione che si esprime principalmente attraverso la preparazione di piatti a base di carne. Da segnalare in primis il lechazo asado cioè l'agnellino da latte arrosto, nonché altri piatti quali il cocido castellano o sopa de ajo, una zuppa a base di brodo, aglio, uova e pancetta affumicata.

## Infrastrutture e trasporti

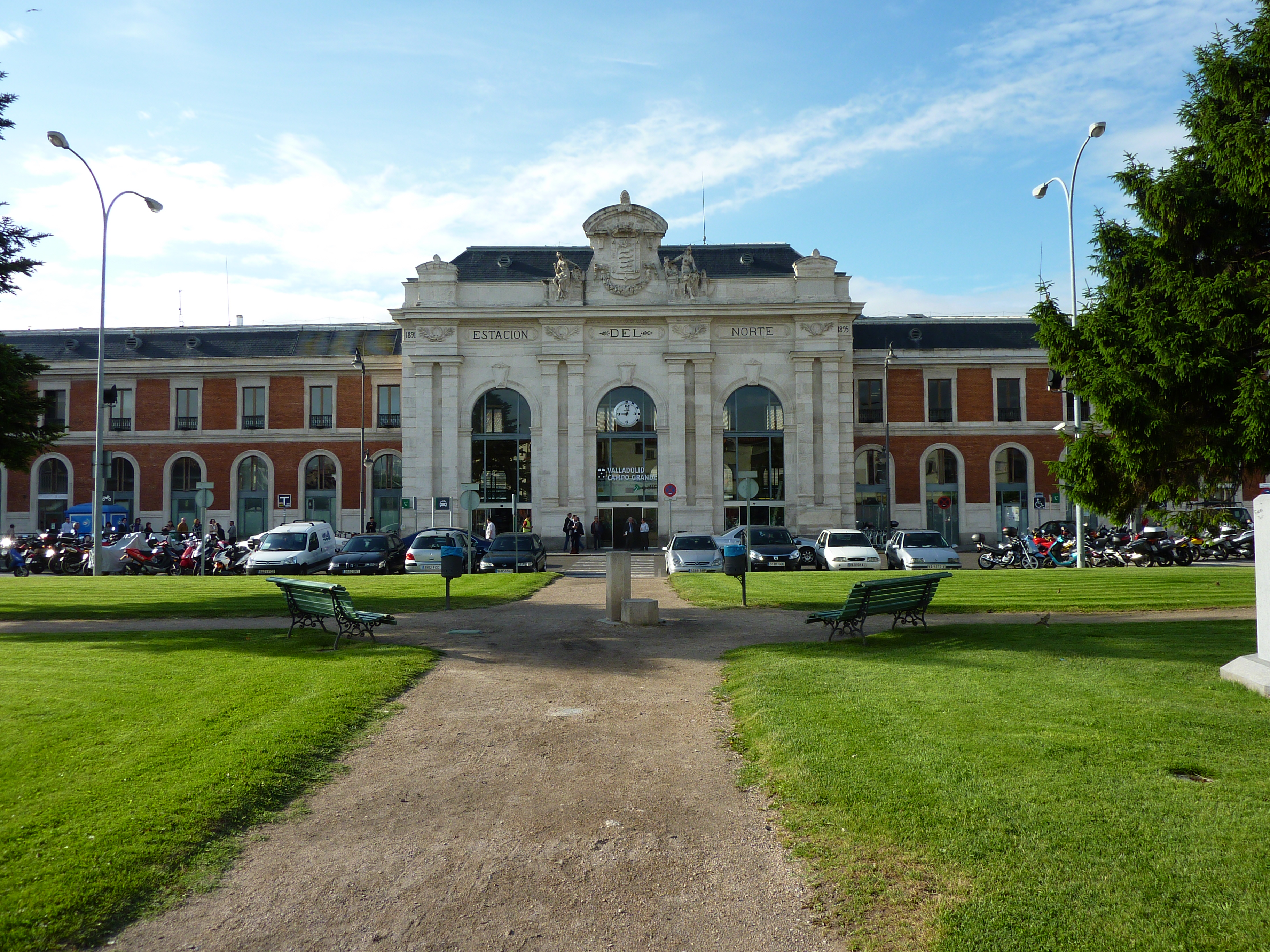
La stazione ferroviaria di Valladolid "Campo Grande".

La città è servita dall'Aeroporto di Valladolid, sito a Villanubla, con rotte verso Barcellona, Malaga e le Canarie.

### Ferrovie
Valladolid è integrata nella rete spagnola dell'Alta Velocità (Tren de Alta Velocidad o AVE). La linea AVE Madrid-Valladolid è stata inaugurata il 22 dicembre 2007 e include, nei pressi di Guadarrama, un tunnel di 28 chilometri, il quarto più lungo d'Europa. 
Le aspettative che derivano dalla nuova rete ferroviaria, che includono la possibile rivitalizzazione dell'economia della città, si scontrano con una situazione demografica caratterizzata dall'invecchiamento della popolazione e una dinamica naturale negativa, sebbene in misura minore che nel resto della Comunità Autonoma.

## Economia
La ripresa dell'economia cittadina è ostacolata dal calo demografico. L'aumento del numero di immigrati dalla fine del XX secolo mitiga in parte questa situazione, anche se le politiche restrittive nei confronti dei lavoratori stranieri dall'anno 2002 stanno pregiudicando gravemente gli interessi dei settori imprenditoriali, specialmente quelli dell'industria alberghiera, dell'edilizia e del lavoro domestico.

## Amministrazione

### Gemellaggi[7]
- Orlando, dal 2006
- Morelia, dal 1978
- Lilla, dal 1987[8]
- Firenze, dal 2007[9]
- Lecce, dal 2009[10]

## Sport

### Calcio
La squadra rappresentante la città di Valladolid in ambito calcistico è il Real Valladolid Club de Fútbol, militante in Segunda Division, la seconda serie del campionato spagnolo di calcio. Ha all’attivo 47 partecipazioni alla Primera Division, la prima serie nazionale.